# Mission à Tanger
Mission à Tanger è un film del 1949 diretto da André Hunebelle.